# Galaxia Seyfert

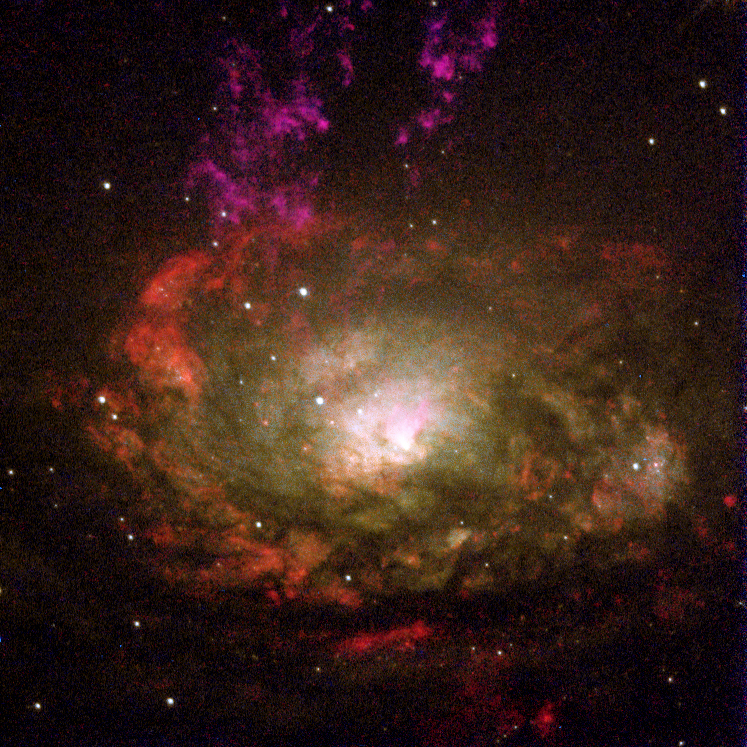
La galaxia Circinus, una galaxia Seyfert 2. Crédito: A. S. Wilson, P. L. Shopbell, C. Simpson, T. Storchi-Bergmann, F. K. B. Barbosa, M. J. Ward, WFPC2, HST, NASA.

Una galaxia Seyfert es un tipo de galaxia activa que alberga un núcleo activo. Este núcleo produce líneas espectrales de emisión de gas altamente ionizado. Son generalmente galaxias espirales. Su emisión es producida por el acrecimiento de materia en el agujero negro supermasivo situado en su centro.
Este tipo de galaxias son uno de los dos mayores grupos de galaxias activas, junto con los cuásares. Tienen  núcleos (fuentes muy luminosas de radiación electromagnética que se encuentran fuera de nuestra galaxia) similares a los cuásares, con  brillos superficiales muy elevados cuyo espectro revela líneas de emisión intensas y de alta ionización, pero, a diferencia de los cuásares, sus galaxias anfitrionas son claramente detectables.
Las galaxias Seyfert representan alrededor del 10% de todas las galaxias y son algunos de los objetos más intensamente estudiados en astronomía, ya que se cree que están alimentadas por los mismos fenómenos que ocurren en los cuásares, aunque están más cerca y son menos luminosas que los cuásares. Estas galaxias tienen en su centro agujeros negros supermasivos rodeados por  discos de acrecimiento de material en caída. Se cree que los discos de acreción son la fuente de la radiación ultravioleta observada. Las líneas de emisión y de absorción ultravioletas proporcionan el mejor diagnóstico de la composición del material circundante.
Vistas en luz visible, la mayoría de las galaxias Seyfert parecen  galaxias espirales normales, pero cuando se estudian en otras longitudes de onda, queda claro que la luminosidad de sus núcleos es de una intensidad comparable a la luminosidad de galaxias enteras del tamaño de la Vía Láctea.
Las galaxias Seyfert deben su nombre a Carl Seyfert, quien describió por primera vez esta clase en 1943.

## Descubrimiento

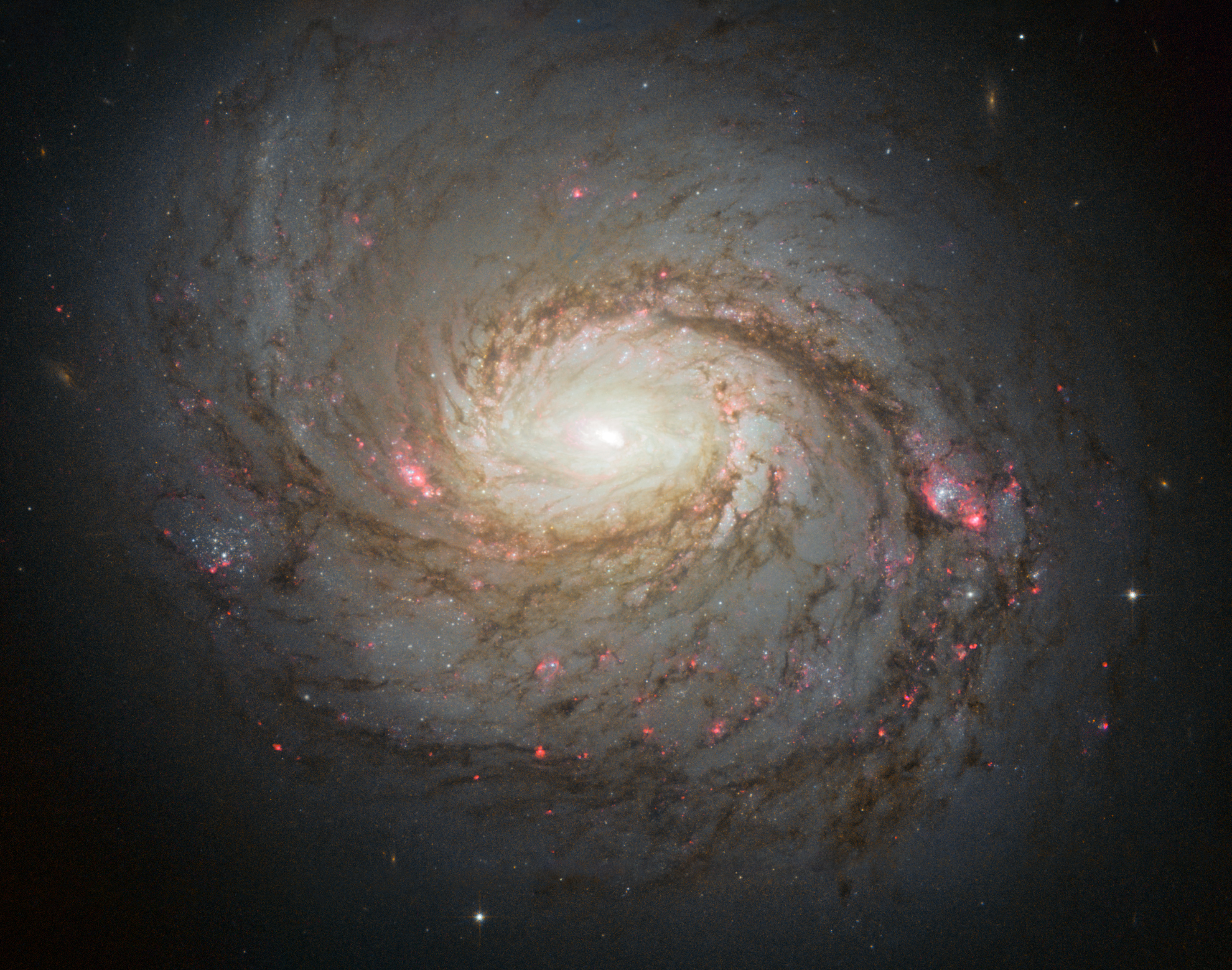
NGC 1068 (Messier 77), una de las primeras galaxias Seyfert clasificadas

Las galaxias Seyfert fueron detectadas por primera vez en 1908 por Edward A. Fath y Vesto Slipher, que utilizaban el Observatorio Lick para observar el espectro de  objetos astronómicos que se creía que eran "nebulosas espirales". Observaron que NGC 1068 mostraba seis líneas de emisión brillantes, lo que se consideró inusual ya que la mayoría de los objetos observados mostraban un espectro de absorción correspondiente a estrellas.
En 1926, Edwin Hubble observó las líneas de emisión de NGC 1068 y otras dos "nebulosas" de este tipo y las clasificó como objetos extragalácticos. En 1943, Carl Keenan Seyfert descubrió más galaxias similares a NGC 1068 e informó de que estas galaxias tienen núcleos de tipo estelar muy brillantes que producen líneas de emisión anchas. En 1944 se detectó Cygnus A en 160 MHz, y la detección se confirmó en 1948 cuando se estableció que era una fuente discreta. Su doble estructura de radio se hizo evidente con el uso de la interferometría. En los años siguientes, se descubrieron otras  fuentes de radio como restos de supernovas. A finales de la década de 1950, se descubrieron más características importantes de las galaxias Seyfert, como el hecho de que sus núcleos son extremadamente compactos (< 100 pc, es decir, "no resueltos"), tienen una masa elevada (≈109±1 masas solares) y la duración del pico de emisiones nucleares es relativamente corta (> 108 años).

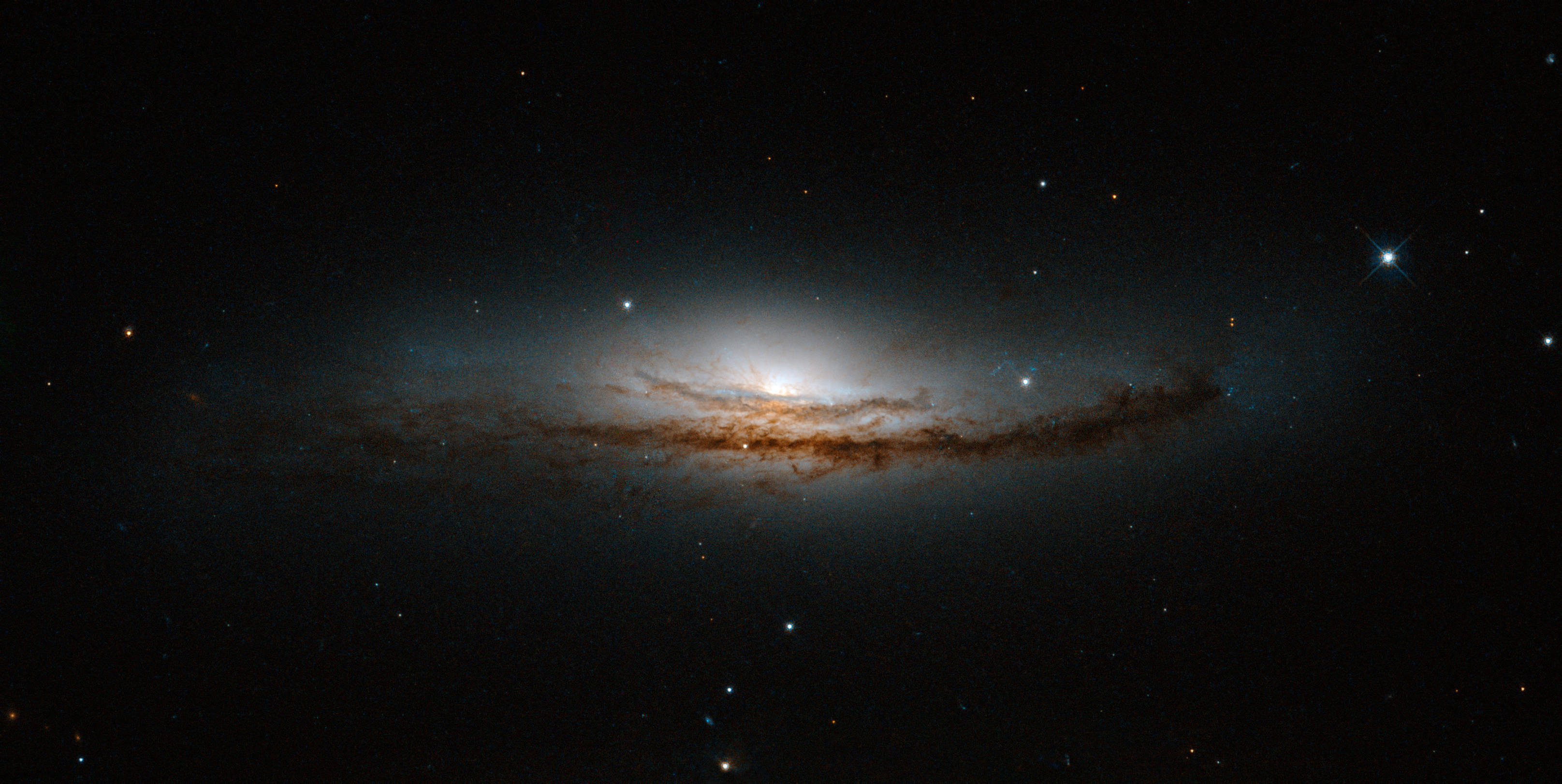
NGC 5793 es una galaxia Seyfert situada a más de 150 millones de años luz en la constelación de Libra.

En las décadas de 1960 y 1970 se llevaron a cabo investigaciones para comprender mejor las propiedades de las galaxias Seyfert. Se realizaron algunas mediciones directas de los tamaños reales de los núcleos de las Seyfert y se estableció que las líneas de emisión de NGC 1068 se producían en una región de más de mil años luz de diámetro. Existía controversia sobre si los corrimientos al rojo de las Seyfert eran de origen cosmológico. Las estimaciones confirmatorias de la distancia a las galaxias Seyfert y su edad eran limitadas, ya que sus núcleos varían de brillo en una escala temporal de unos pocos años; por lo tanto, los argumentos que implican la distancia a dichas galaxias y la velocidad constante de la luz no siempre pueden utilizarse para determinar su edad. En el mismo período de tiempo, se habían emprendido investigaciones para estudiar, identificar y catalogar galaxias, incluidas las Seyfert. A partir de 1967, Benjamin Markarian publicó listas con algunos centenares de galaxias que se distinguían por su fortísima emisión ultravioleta, y en 1973 otros investigadores mejoraron las mediciones sobre la posición de algunas de ellas. En aquel momento, se creía que el 1% de las galaxias espirales eran Seyferts. Para 1977, se descubrió que muy pocas galaxias Seyfert son elípticas, siendo la mayoría galaxias espirales o espirales barradas. Durante el mismo período de tiempo, se han hecho esfuerzos para recopilar datos  espectrofotométricos para las galaxias Seyfert. Se hizo evidente que no todos los espectros de las galaxias Seyfert tienen el mismo aspecto, por lo que se han subclasificado según las características de sus  espectros de emisión. Se ha ideado una división simple en tipos I y II, dependiendo las clases de la anchura relativa de sus líneas de emisión. Posteriormente se ha observado que algunos núcleos Seyfert muestran propiedades intermedias, lo que ha dado lugar a que se subclasifiquen aún más en los tipos 1. 2, 1.5, 1.8 y 1.9 (véase Clasificación). Los primeros sondeos de galaxias Seyfert estaban sesgados al contar sólo los representantes más brillantes de este grupo. Estudios más recientes, que cuentan galaxias con núcleos Seyfert de baja luminosidad y oscurecidos, sugieren que el fenómeno Seyfert es en realidad bastante común, ya que ocurre en el 16% ± 5% de las galaxias; de hecho, existen varias docenas de galaxias que muestran el fenómeno Seyfert en las proximidades (≈27 Mpc) de nuestra propia galaxia. Las galaxias Seyfert forman una fracción sustancial de las galaxias que aparecen en el Markarian, una lista de galaxias que muestran un exceso ultravioleta en sus núcleos.

## Historia
En 1908 Edward A. Fath descubre líneas de emisión en un espectro de la "nebulosa espiral" NGC 1068. El espectro se componía de líneas de absorción junto con líneas de emisión como las que se veían en las nebulosas gaseosas. Carl K. Seyfert descubre en 1943
que algunas galaxias tienen un núcleo, en apariencia puntual, que es el originario de estas líneas de emisión. Este es el primer trabajo sistemático en busca de este tipo especial de galaxias. La emisión de estas galaxias era muy parecida a las líneas de emisión de una nebulosa planetaria sobreimpresas a un espectro típico de una estrella como el Sol (tipo G). La anchura de las líneas es atribuida por Seyfert al desplazamiento Doppler, de esta manera se obtienen velocidades de hasta 8500 km/s en la zona nuclear. Esto se correspondería con un gas muy caliente que se mueve a alta velocidad, en contraste con los 300 km/s a los que se mueven como promedio las estrellas y el gas de una galaxia espiral normal.

## Características de las galaxias Seyfert
Las galaxias Seyfert se llaman así en honor a su descubridor, el astrónomo estadounidense Carl Seyfert. Son generalmente galaxias espirales. En algunos casos su región central es muy brillante, tanto que puede eclipsar al resto de la galaxia en sí. 

### Espectro
El espectro electromagnético de las galaxias Seyfert presenta líneas de emisión de hidrógeno, helio, nitrógeno y oxígeno que destacan por su brillo. 
Se presentan dos tipos de líneas en el espectro visible: 
- Unas líneas relativamente estrechas que se presentan en transiciones típicamente prohibidas (transición dipolar magnética o cuadrupolar eléctrica) que se denominan líneas prohibidas o simplemente líneas estrechas.
- Otras líneas que se presentan en transiciones permitidas, que pueden ser anchas o estrechas, y se suelen denominar líneas permitidas. En el caso de que sean anchas se les denomina líneas anchas. Según si se presentan o no estas líneas anchas hablamos de galaxias Seyfert 1 o galaxias Seyfert 2.

Las galaxias Seyfert se clasifican como Tipo 1 o Tipo 2, dependiendo de si el espectro muestra líneas de emisión estrechas y anchas, o solamente estrechas. Las de Tipo 1 muestran líneas de recombinación, tanto anchas como delgadas, sobrepuestas y líneas prohibidas delgadas; las de Tipo 2 solo muestran líneas delgadas tanto permitidas como prohibidas. Algunos autores han llegado a ampliar la clasificación dependiendo de las intensidad relativa entre las componentes estrechas y anchas (p.e. Tipo 1,5 o Tipo 1,9). 

### Variabilidad
La radiación electromagnética proveniente del núcleo de las galaxias Seyfert (tanto como el continuo como algunas líneas de emisión) varía con el tiempo. En ciertos casos varía en menos de un año, lo cual implica que la región de emisión debe tener menos de un año luz de tamaño. Simples cálculos astronómicos indican que la radiación proveniente del núcleo es del orden de 1-100 veces la luminosidad que emite una galaxia espiral de tamaño normal, por lo que no deja de ser asombroso que una región tan "pequeña", del orden de un año luz como se vio, genere la energía equivalente a la que emiten miles de millones de galaxias en un tamaño 100 000 veces mayor. El espectro del continuo revela además que el origen de la radiación no es térmico, esto es, no es debido a una acumulación de estrellas normales. Además, el núcleo es brillante prácticamente en todo el rango espectral: desde los rayos gamma, pasando por rayos X, rayos ultravioleta, visible, infrarrojo y ondas de radio. Semejante cantidad de radiación en todo el espectro electromagnético en una región tan "pequeña" requiere un mecanismo increíblemente energético. 

### Origen de la emisión
Se atribuye el notable ancho de las líneas de emisión a una distribución de velocidades relativamente grande en el gas que emite la radiación. Si tenemos en cuenta el efecto Doppler, esto es, el desplazamiento de longitud de onda o de frecuencia de la radiación electromagnética debido a la velocidad de la fuente, se pueden entonces deducir las velocidades a las que se encuentra el gas emisor. 
Estas nubes poseen velocidades de entre 500 a 4000 km/s, y se creen originadas por un conjunto de nebulosas que están a cierta distancia de una fuente central muy intensa de radiación electromagnética.  
Cada nube (o conjunto de nubes) tiene una velocidad relativa diferente desde nuestra línea de visión, y cuanto más rápido gire el gas en torno al agujero negro, más ancha será la línea. Las líneas estrechas se creen originadas en el conjunto de nubes más externo donde la velocidad rotacional es menor, mientras las líneas anchas son originadas por nubes que están relativamente cerca de la fuente emisora. 
Esta descripción es concordante con el hecho de que no se detecta variación en las líneas estrechas, lo que conlleva que la región que las emite está alejada de la fuente central; en contraste, las líneas anchas son variables a escalas de tiempo cortas.
La región que emite las líneas delgadas es llamada NLR (narrow line region, región de líneas delgadas) y se cree que está conformada por un conjunto de nubes situadas entre 1 a 1000 pc de la fuente central de emisión. Su densidad es lo suficientemente baja como para producir, además de las tradicionales líneas de recombinación de hidrógeno y de helio, emisión de líneas prohibidas, esto es, emisión proveniente de ciertos átomos neutros o ionizados que en estados excitados pueden producir radiación electromagnética de muy baja probabilidad de emisión a causa precisamente de la baja densidad reinante allí. 
La región que emite las líneas anchas es llamada BLR (broad line region, región de líneas anchas). Probablemente se ubique a unos 0,05 pc de la fuente central y su densidad es mayor que la de la NLR, lo suficiente como para no formar líneas prohibidas. Pero sí líneas de recombinación de hidrógeno y helio. 

## Modelo unificado
El modelo elaborado en los últimos 40 años que explica esta fenomenología es el siguiente: existe en el centro de esas galaxias un agujero negro supermasivo, con masas del orden de 108-109 masas solares. A pocas unidades astronómicas se encuentra un disco de material gaseoso que está sometido a fuerzas viscosas con una enorme turbulencia y que debido a esto cae hacia el agujero negro. Esto conlleva una notable pérdida de energía potencial gravitacional, la cual es enorme, teniendo en cuenta la enorme masa del cuerpo central. La pérdida de la energía potencial se traduce en una enorme liberación de energía radiante, principalmente en la región del ultravioleta y los rayos X. Esta región fuente se conoce como disco de acreción. La radiación proveniente de allí es tan intensa que hace perder electrones a los átomos que integran nubes que están en regiones ya bastante alejadas. Se dice entonces que la fuente es emisora de radiación fotoionizante. Las nubes de gas se ionizan pero tarde o temprano el sistema entra en equilibrio: hay ionización, pero también el proceso inverso: recombinación. Entonces las nubes cercanas (BLR) como lejanas (NLR) se convierten ellas mismas en emisoras de radiación. Para explicar por qué hay unas galaxias Seyfert de Tipo 1 y otras de Tipo 2 se introduce un elemento extra: la presencia de un material oscurecedor entre la NLR y la BLR en forma de toroide, conformado por polvo y gas molecular. Una galaxia es de tipo Seyfert 2 porque vista desde la Tierra posee una orientación tal que el toroide impide la observación de la BLR: solo vemos líneas delgadas. Una galaxia es de tipo Seyfert 1 porque al ser observada desde la Tierra su orientación es tal que el toroide no impide la observación de la región más cercana al disco de acreción, esto es, la BLR.
En algunas galaxias de Tipo 2, las componentes anchas de las líneas de recombinación  pueden ser observadas en luz polarizada porque la luz es dispersada por un  halo caliente y gaseoso que rodea al núcleo, permitiendo observarlas indirectamente. Este efecto fue observado por primera vez en la galaxia NGC 1068, una Seyfert de Tipo 2.